# Колыхматов, Фёдор Антонович
Фёдор Антонович Колыхматов (8 февраля 1913 — 26 июля 1989) — участник Великой Отечественной войны, наводчик орудия 4-й батареи 1967-го истребительно-противотанкового артиллерийского полка, Герой Советского Союза (1944), старший сержант.

## Биография
Фёдор Антонович Колыхматов родился 8 февраля 1913 года в деревне Стрижи ныне Юсьвинского района Пермского края в семье крестьянина, коми-пермяк. Получил начальное образование. Работал в колхозе. В 1934—1935 годах проходил действительную службу в Красной Армии. После демобилизации вернулся домой.
В августе 1941 года был вновь призван в армию и с сентября воевал на Западном, Воронежском, Центральном, 1-м и 2-м Белорусских фронтах.
Член ВКП(б) / КПСС с 1943 года.
К лету 1944 года старший сержант Колыхматов — наводчик орудия 4-й батареи 1967-го истребительно-противотанкового артиллерийского полка. Особо отличился в боях за освобождение Белоруссии.
27 июня 1944 года награждён медалью «За отвагу».
2 июля 1944 года в районе деревни Нижняя Мартьяновка Березинского района Минской области Белоруссии в составе расчёта старший сержант Колыхматов отражал попытку противника прорваться по шоссе Могилёв — Минск. В первом бою точным огнём артиллеристы подожгли два танка и самоходное орудие. Когда весь расчёт вышел из строя, Колыхматов, оставшись один у орудия, продолжал вести бой. Когда загорелись ящики со снарядами, ликвидировал пожар, артиллерийским огнём уничтожил ещё один танк, 2 автомашины и до 30 гитлеровцев, удержал занимаемую позицию. Был ранен, однако не покинул своего боевого поста до подхода подкрепления.
Указом Президиума Верховного Совета СССР от 25 сентября 1944 года за образцовое выполнение боевых заданий командования на фронте борьбы с немецко-фашистскими захватчиками и проявленные при этом мужество и героизм старшему сержанту Колыхматову Фёдору Антоновичу присвоено звание Героя Советского Союза с вручением ордена Ленина и медали «Золотая Звезда» за № 4544.
В 1945 году был демобилизован. Вернулся на родину. Жил в городе Перми. Много лет работал в охране Камской ГЭС.
6 апреля 1985 года награждён орденом Отечественной войны 1-й степени.
Умер 26 июля 1989 года. Похоронен в г. Перми на кладбище Банная гора (старое).

## Память
- 22 июня 1994 года на аллее Героев Советского Союза на кладбище Банная гора (старое) состоялось открытие надгробного памятника в виде высокой бетонной стелы с бронзовым бюстом. Скульптор — А. Уральский.
- Имя Фёдора Антоновича Колыхматова перечислено среди имён 177 Героев Советского Союза и 19 полных кавалеров ордена Славы на монументальной мемориальной доске, открытой 9 мая 1970 года на фасаде здания Гарнизонного дома офицеров в г. Перми (ул. Сибирская, 59).
- Имя Фёдора Антоновича Колыхматова носила Спиринская 8-летняя школа Юсьвинского района.

## Награды
- Герой Советского Союза.
- Орден Ленина.
- Орден Отечественной войны I степени.
- Медаль «За отвагу».

## Семья
- Колыхматов Антон (?) — отец Фёдора Антоновича Колыхматова.
- Колыхматова Мария Ивановна (1922—2005) — сестра.
- Колыхматов Николай Иванович (1899—1984) — брат.